# Two and a Half Men (seizoen 10)
Het tiende seizoen van de Amerikaanse sitcom Two and a Half Men werd oorspronkelijk uitgezonden op de commerciële televisiezender CBS vanaf 27 september 2012 tot en met 9 mei 2013. De hoofdrollen worden vertolkt door Jon Cryer en Ashton Kutcher en de nevenrollen door Angus T. Jones, Conchata Ferrell en Courtney Thorne-Smith. Angus T. Jones (Jake Harper), met militaire haarsnit, is nog slechts in ongeveer de helft van de afleveringen te zien. Het seizoen telt 23 afleveringen.

## Samenvatting
Jake Harper (Angus T. Jones) is nu militair en is actief als trotse kok van de kazerne. Alan Harper (Jon Cryer) en Jake skypen regelmatig en af en toe is Jake nog eens in de regio. Walden Schmidt (Ashton Kutcher) beleeft zwarte dagen: zijn Britse vriendin Zoey Hyde-Tottingham-Pierce (Sophie Winkleman) heeft hem gedumpt nadat hij haar ten huwelijk vroeg. Jake bewandelt op eigenzinnige wijze het pad der liefde.

## Overzicht
| Nr. serie | Nr. reeks | Titel van aflevering                      | Scenarist(en)                                            | Uitzenddatum      |  |
| --- | --------- | ----------------------------------------- | -------------------------------------------------------- | ----------------- |  |
| 1 | 202       | I Changed My Mind About the Milk          | Don Reo en Jim Patterson                                 | 27 september 2012 |  |
| Walden (Ashton Kutcher) heeft een grote verrassing gepland voor Zoey's verjaardag. Titelquote: Walden, tegen Berta, terwijl ze brownies at, omdat ze zojuist een glas melk had afgewezen. |           |                                           |                                                          |                   |  |
| 2 | 203       | A Big Bag of Dog                          | Jim Patterson en Eddie Gorodetsky                        | 4 oktober 2012    |  |
| Walden heeft een inzinking nadat aan zijn relatie met Zoey een einde is gekomen. Titelquote: Walden, tegen Alan, over de hond die hij meebracht van het strand. |           |                                           |                                                          |                   |  |
| 3 | 204       | Four Balls, Two Bats and One Mitt         | Chuck Lorre en Eddie Gorodetsky                          | 11 oktober 2012   |  |
| Alan (Jon Cryer) en Lindsey (Courtney Thorne-Smith) voegen een beetje opwinding toe aan hun liefdesleven. Titelquote: Alan, over Lindsey's idee voor een triootje met hem en Walden, wat Alan niet meteen beseft (Alan denkt dat het gaat om een triootje met Lindsey en een andere vrouw). |           |                                           |                                                          |                   |  |
| 4 | 205       | You Do Know What the Lollipop's For       | Don Reo, Jim Patterson en Eddie Gorodetsky               | 18 oktober 2012   |  |
| De piepjonge en knappe dochter (Miley Cyrus) van een vriend, Missi genaamd, zorgt ervoor dat Walden de jaren begint te tellen. Titelquote: Missi, tegen Walden over de lolly die ze kreeg na een tandartsbezoek. |           |                                           |                                                          |                   |  |
| 5 | 206       | That's Not What They Call It in Amsterdam | Chuck Lorre, Don Reo en Jim Patterson                    | 25 oktober 2012   |  |
| Walden negeert Alans waarschuwingsschoten en begint een affaire met Rose (Melanie Lynskey). Titelquote: Rose, tegen Alan, over de bladblazer die ze gebruikt voor een bondagespel met Walden. |           |                                           |                                                          |                   |  |
| 6 | 207       | Ferrets, Attack!                          | Jim Patterson, Eddie Gorodetsky, Matt Ross en Max Searle | 1 november 2012   |  |
| Walden staat voor de keuze tussen Zoey and Rose. Titelquote: Rose, die haar fretten op Walden af stuurt nadat hij het uitmaakt. |           |                                           |                                                          |                   |  |
| 7 | 208       | Avoid the Chinese Mustard                 | Don Reo, Jim Patterson en Eddie Gorodetsky               | 8 november 2012   |  |
| Walden is de complicaties van een traditionele relatie grondig beu. Walden huurt een actrice in als vriendin (Lindsay Price). Jake (Angus T. Jones) plant een afspraak met Missi bij Walden thuis. Titelquote: Missi, tegen Walden, over de tijd toen ze als jong meisje loempia's at in de supermarkt. |           |                                           |                                                          |                   |  |
| 8 | 209       | Something My Gynecologist Said            | Don Reo en Eddie Gorodetsky                              | 15 november 2012  |  |
| Alan twijfelt over herbeginnen met Lindsey, maar een onverwachte bron inspireert hem. Walden schept er genot in het speeltje van een oudere dame te zijn. Titelquote: Lindsey, tegen Alan, over haar gynaecoloog die haar mee uit had gevraagd. |           |                                           |                                                          |                   |  |
| 9 | 210       | I Scream When I Pee                       | Jim Patterson, Eddie Gorodetsky en Steve Tompkins        | 29 november 2012  |  |
| Alans beroemde ex-vrouw Kandi (April Bowlby) wil alles goedmaken. Huishoudster Berta (Conchata Ferrell) voelt er niks voor haar verjaardag te vieren. Niettemin probeert Walden er een speciale dag van te maken. Titelquote: Jake, die opschept over de seksueel overdraagbare aandoening die hij heeft opgelopen. |           |                                           |                                                          |                   |  |
| 10 | 211       | One Nut Johnson                           | Chuck Lorre, Steve Tompkins en Alissa Neubauer           | 6 december 2012   |  |
| Alan helpt Walden om een nieuwe identiteit te creëren zodat hij vrouwen kan vermijden die slechts in zijn geld geïnteresseerd zijn. Titelquote: Jake, tegen Alan, over een van zijn vrienden bij het leger die een testikel verloor. |           |                                           |                                                          |                   |  |
| 11 | 212       | Give Santa a Tail-Hole                    | Don Reo, Jim Patterson en Eddie Gorodetsky               | 13 december 2012  |  |
| Walden jongleert met zijn twee identiteiten. Alan blijft moederziel alleen achter met Kerstmis. Titelquote: Kate beseft dat ze een fout heeft gemaakt met de Kerstman-outfit voor de "labradoodle" van haar baas. |           |                                           |                                                          |                   |  |
| 12 | 213       | Welcome to Alancrest                      | Jim Patterson, Eddie Gorodetsky en Susan McMartin        | 3 januari 2013    |  |
| Alan investeert Waldens geld in de kledinglijn van Kate (Brooke D'Orsay). Een dubbelleven eist zijn tol voor Walden. Titelquote: Alan heet Kate en Walden welkom thuis. |           |                                           |                                                          |                   |  |
| 13 | 214       | Grab a Feather and Get in Line            | Don Reo, Jim Patterson en Alissa Neubauer                | 10 januari 2013   |  |
| Alan en Walden gaan naar Kates modeshow in New York. Walden kan de waarheid over zijn identiteit onthullen. Titelquote: Alan, verwijzend naar graatmagere fotomodellen, als Walden moet overgeven. |           |                                           |                                                          |                   |  |
| 14 | 215       | Run, Steven Staven! Run!                  | Don Reo, Eddie Gorodetsky en Steve Tompkins              | 31 januari 2013   |  |
| Alan zit in de penurie wanneer hij Lindsey geen sleutel van het strandhuis geeft. Walden, Alan, Herb (Ryan Stiles) en Billy (Patton Oswalt) hebben zelfbeklag over hun relaties. Titelquote: Walden, terwijl hij, Steven, Herb en Billy vluchten voor een rottweiler. |           |                                           |                                                          |                   |  |
| 15 | 216       | Paint It, Pierce It or Plug It            | Jim Patterson, Matt Ross en Max Searle                   | 7 februari 2013   |  |
| Jake is in de regio en brengt zijn 36-jarig lief Tammy (Jaime Pressly) mee. Alan is bezorgd over Jake. Walden verbergt iets voor Alan. Titelquote: Tammy, over wat ze met haar tepels kan doen als zij en Jake van plan zijn om een "tepelpistool" te krijgen. |           |                                           |                                                          |                   |  |
| 16 | 217       | Advantage: Fat, Flying Baby               | Jim Patterson, Don Reo en Steve Tompkins                 | 14 februari 2013  |  |
| Walden is depressief op Valentijnsdag. De miljardair wil Kate overhalen om hem nog een kans te geven. Alan heeft ondertussen vakantieplannen. Titelquote: Alan, verwijzend naar Cupido, als Walden zegt dat Kate een baby met hem wil hebben. |           |                                           |                                                          |                   |  |
| 17 | 218       | Throgwarten Middle School Mysteries       | Don Reo, Eddie Gorodetsky en Gemma Baker                 | 21 februari 2013  |  |
| Walden loopt zijn ex Bridget (Judy Greer) tegen het lijf en wil met een propere lei beginnen. Alan vindt niet dat Bridget een tweede kans verdient. Titelquote: Walden, bij de mixer, keuvelend met een auteur over haar boeken. |           |                                           |                                                          |                   |  |
| 18 | 219       | The 9:04 from Pemberton                   | Don Reo, Steve Tompkins en Alissa Neubauer               | 7 maart 2013      |  |
| Walden en Alan krijgen ruzie en Alan verhuist naar Herb... en zijn ex-vrouw Judith (Marin Hinkle). Titelquote: Herb, die de aankomst van zijn modeltrein aankondigt nadat Alan de hoorn heeft gehoord. |           |                                           |                                                          |                   |  |
| 19 | 220       | Big Episode. Someone Stole a Spoon        | Jim Patterson, Eddie Gorodetsky en Susan McMartin        | 14 maart 2013     |  |
| Alan en Walden feesten te hard als ze Herb proberen op te beuren. Titelquote: Alan, tegen Walden, over de aflevering van Downton Abbey waar hij op tv naar kijkt. |           |                                           |                                                          |                   |  |
| 20 | 221       | Bazinga! That's from a TV Show            | Don Reo, Matt Ross en Max Searle                         | 4 april 2013      |  |
| Jake bedriegt zijn 36-jarig lief Tammy met haar 18-jarige dochter Ashley (Emily Osment). Titelquote: Jake, die tegen Alan en Walden opschept over zijn nieuwe positie in de keuken van het leger; de quote verwijst naar de sitcom The Big Bang Theory, een andere show door Chuck Lorre gecreëerd, waarin 'Bazinga' een welbekende slogan is van personage Sheldon Cooper (Jim Parsons). Noot: Het personage van Emily Osment, 'Ashley', staat in de aftiteling als 'Amy'. |           |                                           |                                                          |                   |  |
| 21 | 222       | Another Night with Neil Diamond           | Jim Patterson, Eddie Gorodetsky en Nick Bakay            | 25 april 2013     |  |
| Lindsey maakt het uit, waardoor Alan zwarte dagen doormaakt. Titelquote: Berta, wanneer een depressieve Alan haar sarcastisch vraagt wat ze wil. |           |                                           |                                                          |                   |  |
| 22 | 223       | My Bodacious Vidalia                      | Gemma Baker, Matt Ross en Max Searle                     | 2 mei 2013        |  |
| Op aanraden van Walden verandert Alan zijn voorkomen. Alan staat voor een moreel dilemma wanneer hij een getrouwde vrouw het hof maakt. Titelquote: Alan, over zijn lichaamsmake-over. |           |                                           |                                                          |                   |  |
| 23 | 224       | Cows, Prepare to Be Tipped                | Don Reo, Jim Patterson en Eddie Gorodetsky               | 9 mei 2013        |  |
| Walden gaat uit met een aantrekkelijke 22-jarige (Hilary Duff), maar voelt uiteindelijk meer voor haar jonge grootmoeder (Marilu Henner). Jake en Alan gaan op reis. Titelquote: Alan in de auto, opgewonden over zijn vader-zoonreis met Jake. Noot: Laatste verschijning van Jake Harper (Angus T. Jones) als hoofdpersonage, Jones is niet te zien in het volgende seizoen.                                                                                              |           |                                           |                                                          |                   |  |

## Rolverdeling

### Hoofdcast
- Jon Cryer (Alan Harper)
- Ashton Kutcher (Walden Schmidt)
- Conchata Ferrell (Berta)

### Gastacteurs
- Angus T. Jones (Jake Harper)
- Courtney Thorne-Smith (Lindsey Mackelroy)
- Sophie Winkleman (Zoey)
- Judy Greer (Bridget)
- Miley Cyrus (Missi)
- Brooke D'Orsay (Kate)
- Melanie Lynskey (Rose)
- Marin Hinkle (Judith Melnick)
- Ryan Stiles (Herb Melnick)
- Holland Taylor (Evelyn Harper)